# Lucanus elaphus
Lucanus elaphus (Fabricius, 1775) è un coleottero appartenente alla famiglia Lucanidae.

## Descrizione e habitat

### Adulto

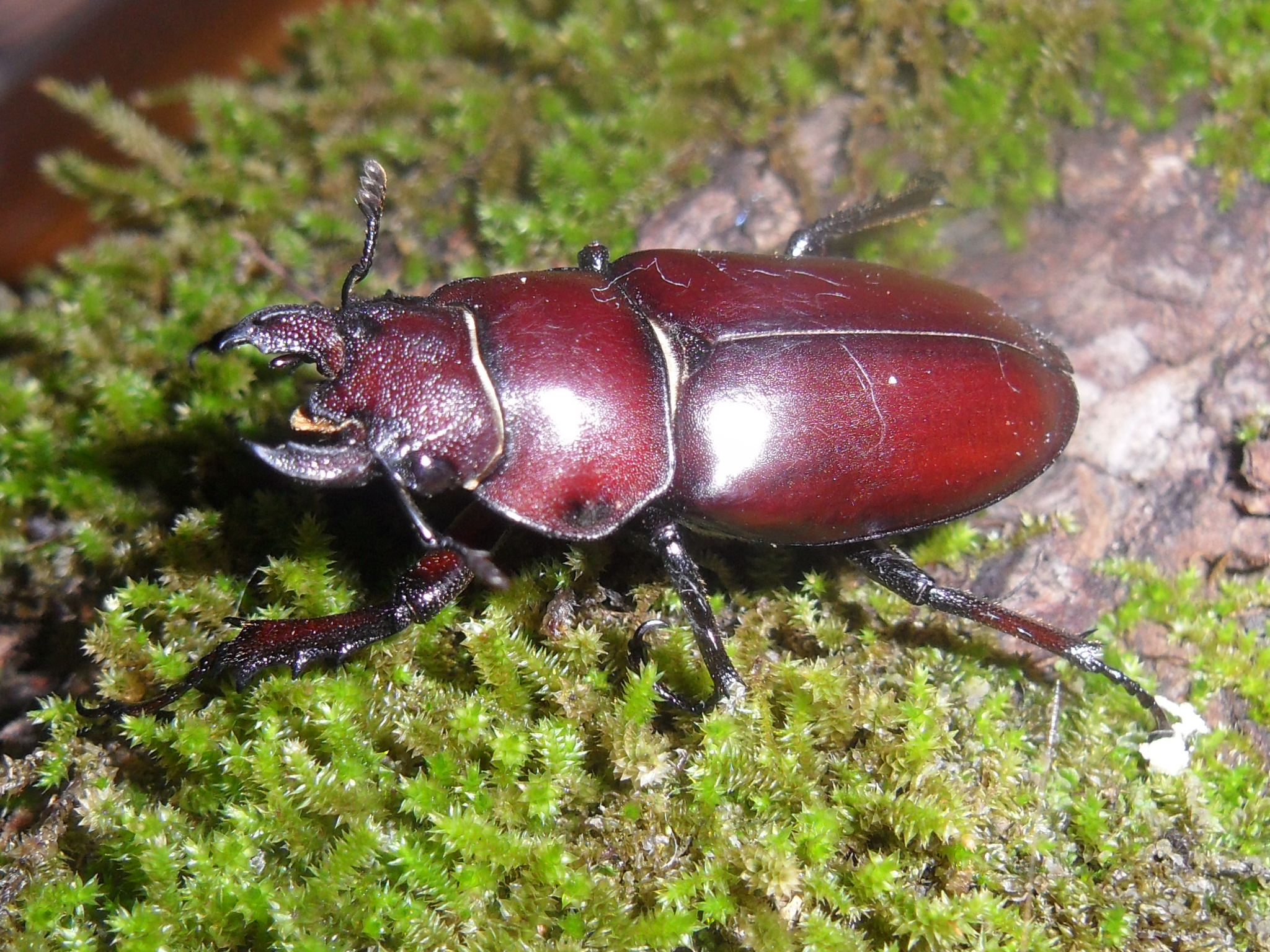
Femmina di lucanus elaphus.

È l'unico Lucanide di grandi dimensioni degli Stati Uniti. Presenta una colorazione più chiara di quella dei suoi cugini europei, ed è anche leggermente più piccolo di essi. Le sue dimensioni, infatti, non superano i 62 mm nei maschi più grandi. Il dimorfismo sessuale è accentuato dalla presenza, nei soli maschi, di poderose mandibole utilizzate nelle dispute con gli altri maschi. Pertanto queste mandibole non sono atte a mordere, ma ad afferrare. Le zampe sono relativamente lunghe ed alquanto sottili e consentono all'insetto di muoversi con facilità sui rami o tra l'erba, ovviamente quando non vola. Le sue abitudini sono prettamente notturne ed è spesso attratto dalle luci artificiali.

### Larva
Le larve sono di forma a "C" e crescono tra i detriti legnosi dei tronchi marcescenti. Esse presentano una colorazione pressoché bianca, con alcune sfumature grigie o bluastre sul dorso caratteristica che permette di distinguerla dalle larve dei Dinastini come l'Oryctes nasicornis. La testa è dotata di poderose mandibole che le sono necessarie per frantumare il legno di cui si nutre. Lo stadio larvale dura circa 2 anni e supera 2 inverni.

## Distribuzione e habitat
Rinvenuto negli Stati Uniti orientali, predilige gli ambienti boschivi.